# پیتر مکنزی
پیتر مکنزی (انگلیسی: Peter Mackenzie؛ زادهٔ ۱۹ ژانویهٔ ۱۹۶۱) هنرپیشه اهل ایالات متحده آمریکا است.
از فیلم‌ها یا برنامه‌های تلویزیونی که وی در آن نقش داشته‌است می‌توان به روغن لورنزو و اوقات خوش مکس اشاره کرد.